# Ayotzinapan
Ayotzinapan är en ort i Mexiko.   Den ligger i kommunen Cuetzalan del Progreso och delstaten Puebla, i den sydöstra delen av landet, 180 km öster om huvudstaden Mexico City. Ayotzinapan ligger 578 meter över havet och antalet invånare är 817.
Terrängen runt Ayotzinapan är bergig, och sluttar norrut. Runt Ayotzinapan är det tätbefolkat, med 383 invånare per kvadratkilometer. Närmaste större samhälle är Olintla, 16,1 km väster om Ayotzinapan. I omgivningarna runt Ayotzinapan växer huvudsakligen savannskog.